# Співай (фільм, 2016, Угорщина)
Співай (угор. Mindenki) — угорський короткометражний фільм режисера та сценариста Кріштофа Деака. Стрічка розповідає про дівчинку, яка перейшла до іншої школи, де увійшла до хору, який виграв конкурс. 2017 року фільм виграв премію «Оскар» за найкращий ігровий короткометражний фільм року.

## Сюжет
Події у фільмі відбуваються у 1991 році в Будапешті. Жофі переходить до нової школи та починає дружити з Лізою. Там вступає до шкільного хору, але вчителька Еріка забороняє їй голосно співати, оскільки не вважає дівчину достатньо талановитою. Хор починає готуватися до конкурсу, переможець якого вирушить до Швеції. Жофі змушена підкоритись рішенню вчительки та приховує цю вимогу від інших дітей.
Ліза помічає, що Жофі не співає і та ділиться з подругою своєю таємницею. На наступній репетиції Ліза свариться з вчителькою, але та відповідає, що це в інтересах хору, щоб голосно співали лише хороші співачки. Вона також додає, що не хоче публічно піддавати сорому дівчат, які співають погано та просить цих дівчат підняти руку. Жофі бачить, що не тільки їй було заборонено голосно співати. Пізніше вона ділиться з Лізою своїм планом.
Наступає день конкурсу. Хор готується виступити, та коли настає його черга, то всі діти починають тихо шепотіти слова пісні, але ніхто не співає. Після того як Еріка покидає сцену, хор гучно співає.

## У ролях
- Дорка Гашпарфалві — Жофа
- Дороттіа Гайш — Ліза
- Жофія Самоші — Еріка[7]

## Знімання
Сюжет фільму оснований на історії, яку почув режисер Кріштоф Деак від свого шведського друга. Перший сценарій був написаний 2012 року, а події там відбувались в англомовній країні. 2014 року Деак переписав сценарій та отримав грант у розмірі 8,000,000 форинтів від Національного управління ЗМІ та комунікаціями. Ще 2,000,000 форинтів надійшли від держави, кінокомпанії та кіностудії.
Для Дорки Гапарфалві та Дороттії Гайш фільм став акторським дебютом. Дівчата були обрані серед 80 претенденток, які проходили кастинг. Хор своєю чергою виграв кастинг у чотирьох інших шкільних хорів, які проходили відбір. 
Знімання фільму тривало впродовж шести днів; монтаж та постпродукція зайняли один рік. Роботи над фільмом були закінчені восени 2015 року.